# لويس إرنستو تابيا
لويس إرنستو تابيا (بالإسبانية: Luis Ernesto Tapia)‏ (21 أكتوبر 1944 ببنما في بنما - ) هو لاعب كرة قدم بنمي في مركز الهجوم. شارك مع منتخب بنما لكرة القدم. أما مع النوادي، فقد لعب مع نادي أليانزا ‏ وأتلتيكو مارته ‏ ويوفنتود أولمبيا ميتاليو ‏ ونادي جامعة  السلفادور ‏.

## وصلات خارجية
- لويس إرنستو تابيا على موقع الاتحاد الدولي (مؤرشف)  (الإنجليزية)
- لويس إرنستو تابيا على موقع ناشيونال فوتبول تيمز (الإنجليزية)